# المدرسة الأحمدية
المدرسة الأحمدية افتتحت في أواخر مايو 1921 وسميت بالأحمدية نسبة للشيخ أحمد الجابر الصباح، تعد ثاني مدرسة نظامية في تاريخ الكويت بعد المدرسة المباركية وقد هدمت في عام 1957 .

## التأسيس
تأثرت المدرسة المباركية بنقص الموارد المالية وأثر ذلك في مستوى التعليم والخدمات المقدمة. ويذكر أن أمير الكويت الشيخ أحمد الجابر الصباح طلب من الشيخ يوسف بن عيسى القناعي تحديث مناهج المباركية لتضم مواد العلوم، وقوبل هذا الطلب باعتراض أولياء الأمور ورفضهم تلقي أبنائهم العلوم واللغة الإنجليزية. فسعى يوسف بن عيسى إلى رأي العلماء في ديوان عبدالعزيز الرشيد وقال:
ولاقت الفكرة استحسان الحضور، وبدأت المساهمات في إنشاء المدرسة وسميت المدرسة الأحمدية للناشئة الوطنية.
قام سلطان إبراهيم الكليب بحملة تبرعات لصالح تأسيس المدرسة، وبلغ مجموع التبرعات 13 ألف روبية تجمع سنوياً. وتعهد أمير الكويت أحمد الجابر الصباح بدفع ألفي روبية سنوياً واستمر بدفعها لمدة 15 عاماً حتى تشكل مجلس المعارف عام 1936. وبذلك تأسست المدرسة الأحمدية بشكل أهلي وبطابع رسمي بمساهمة أمير الكويت 

## بناؤها
تم تشيد المدرسة في مايو من عام 1921 في حي القبلة (جبلة) بمبلغ 7,500 روبية جمعت كمساهمات من الأمير والتجار، وتكونت المدرسة من بنائين متقابلين يفصلهما شارع. يتكون البناء الأول المقابل للبحر من ثماني غرف إحداها للناظر، وأما المبنى الآخر فكان أصلان للجمعية الخيرية. وأضيف عام 1943 عدد من الغرف للمبنى الأول. وأعيد بناء المدرسة كلياً عام 1948 لمواجة الزيادة في عدد الطلاب.

## التعليم والإدارة
قوبل إدخال العلوم الحديثة واللغة الإنجليزية لمناهج المدرسة رفض عدد من أنصار المحافظة والتقاليد مما دعا الشيخ أحمد الجابر لإقامة اجتماع تشاوري في بحث هذا الموضوع وكان في 14 مايو 1921. وبعدها بأقل من أسبوعين أفتتحت المدرسة وشكل مجلس إدارة المدرسة بعضوية كل من: مشاري الكليب، ومشعان خالد الخضير، وسلطان الكليب، وعبد الرحمن النقيب، والسيد علي بن السيد سليمان. كما أختير يوسف بن عيسى ناظراً لها حتى أواخر عام 1921 عندما دمجت المدرسة العامرية بها، وأصبح عبد الملك صالح المبيض مديراً للمدرسة، وأوكلت مهمة الإشراف عليها مع المدرسة المباركية ليوسف بن عيسى. وانضم لسلك التدريس عند افتتاحها كل من عبدالعزيز الرشيد والشيخ أحمد الخميس والشيخ حافظ وهبة والأستاذ حجي بن جاسم الحجي، بالإضافة لمدرسين استقدما من مصر لتدريس اللغة الإنجليزية.
نظراً لتطور المناهج الدراسية في المدرسة مقارنة بالمباركية فكان على الطلبة المتفوقون بالمباركية الالتحاق بالأحمدية.
و كان نجاح الطالب من فصل إلى آخر يعتمد - كما في المدرسة المباركية - على اختبار فردي شفهي يقوم على اقتناع المعلم بوصول الطالب لمستوى يؤهله لدخول الفصل الآخر. إلا أن طريقة انتقال الطالب من مرحلة إلى أخرى تغيرت وأصبح الاختبار علنياً بحضور التجار والعلماء حيث يسأل أحدهم بأمور الدين وآخر بالتجارة ، وإذا ما أجاب الطالب نجح وانتقل للفصل التالي.

## المتبرعون
| قائمة بقيمة التبرعات لإنشاء للمدرسة (بالروبية) | قائمة بقيمة التبرعات لإنشاء للمدرسة (بالروبية) |
| ---------------------------------------------- | ---------------------------------------------- |
| أحمد الجابر الصباح                             | 2,000                                          |
| حمد الصقر                                      | 1,000                                          |
| آل خالد                                        | 1,000 وبيت                                     |
| خلف النقيب                                     | 500                                            |
| أحمد الحميضي                                   | 500                                            |
| عبد الرحمن البحر                               | 250                                            |
| يوسف بن عيسى القناعي                           | 200                                            |
| ناصر البدر                                     | 200                                            |
| آل زاحم                                        | 200                                            |
| آل ساير                                        | 200                                            |